# ウンホア県
ウンホア県（ウンホアけん、ベトナム語：Huyện Ứng Hòa / 縣應和）は、ベトナム社会主義共和国の首都ハノイ市に存在する行政区。

## 行政
ウンホア県は以下の行政単位に区分される。
- ヴァンディン市鎮（Vân Đình / 雲亭）
- カオタイン社（Cao Thành / 高城）
- ダイクオン社（Đại Cường / 大強）
- ダイフン社（Đại Hùng / 大雄）
- ドイビン社（Đội Bình / 隊平）
- ドンロー社（Đông Lỗ / 東魯）
- ドンタン社（Đồng Tân / 同新）
- ドンティエン社（Đồng Tiến / 同進）
- ホアソン社（Hoa Sơn / 花山）
- ホアラム社（Hòa Lâm / 和林）
- ホアナム社（Hòa Nam / 和南）
- ホアフー社（Hòa Phú / 和富）
- ホアサー社（Hòa Xá / 和舍）
- ホンクアン社（Hồng Quang / 弘光）
- キムドゥオン社（Kim Đường / 金堂）
- リエンバット社（Liên Bạt / 連拔）
- リューホアン社（Lưu Hoàng / 蒥黃）
- ミンドゥク社（Minh Đức / 明德）
- フーリュー社（Phù Lưu / 芙蒥）
- フオントゥー社（Phương Tú / 芳秀）
- クアンフーカウ社（Quảng Phú Cầu / 廣富梂）
- ソンコン社（Sơn Công / 山公）
- タオズオンヴァン社（Tảo Dương Văn / 早陽文）
- チャムロン社（Trầm Lộng / 沈弄）
- チュントゥー社（Trung Tú / 中秀）
- チュオンタイン社（Trường Thịnh / 長盛）
- ヴァンタイ社（Vạn Thái / 万泰）
- ヴィエンアン社（Viên An / 園安）
- ヴィエンノイ社（Viên Nội / 園内）